# موسيكا
موسيكا (بالفرنسية: Moseka) هو فيلم وثائقي كونغولي من إخراج روجر زينجا عام 1971.

## القصة
موسيكا، شابة من زائير، تُسافر إلى أوروبا للدراسة. بشعرها المُجدل وملابسها التقليدية، أصبحت أضحوكة زملائها الطلاب الذين يسعون جاهدين لتبدو أوروبية، واعتماد الشعر المستعار والملابس الأوروبية. يحكي الفيلم عن نزع الطابع الشخصي عن الشباب الأفارقة عندما يتعاملون مع الثقافة الأوروبية. يتوافق الفيلم مع «سياسة العودة للأصالة الأفريقية» التي أعلنها الرئيس موبوتو.

## الجوائز
تم اختيار الفيلم كأفضل فيلم قصير في المهرجان الأفريقي للسينما والتلفزيون سنة 1972.